# カーニバル・デスティニー
カーニバル・サンシャイン（Carnival Sunshine）は、カーニバル・クルーズ・ライン（CCL）が運航しているクルーズ客船。

## 概要
カーニバル・デスティニー級の1番船「カーニバル・デスティニー」（Carnival Destiny）として、1996年10月17日、イタリアのフィンカンティエリ社モンファルコーネ工場で竣工。船価は4億ドル。
ヴェネツィアに回航されて行われた命名式にて、カーニバル・クルーズ・ライン創設者テッド・アリソンの夫人によって命名され、11月24日よりカリブ海クルーズに就航した。竣工当時、「クイーン・エリザベス」（1940年竣工、83,673総トン）の記録を56年ぶりに抜いた史上最大の客船であり、初めて10万総トンを超えた客船でもあった。
その後同型の2番船が1999年、3番船が2000年に建造され、さらにコスタ・クルーズ向けにほぼ同型船（コスタ・フォーチュナ級）が2隻、2003年と2004年に建造された。
2013年に大規模改装を受け、「カーニバル・サンシャイン」に改名。

## 同型船
1. カーニバル・デスティニー（Carnival Destiny）
2. カーニバル・トライアンフ（Carnival Triumph）
1999年7月竣工。
3. カーニバル・ヴィクトリー（Carnival Victory）
2000年7月28日竣工。